# بامدیله ای. اوجو
بامدیله ای. اوجو (انگلیسی: Bamidele A. Ojo؛ زادهٔ ۷ آوریل ۱۹۶۰) کارشناس سیاسی اهل ایالات متحده آمریکا است.
وی همچنین برندهٔ جوایزی همچون برنامه فولبرایت شده‌است.